# 今古賀
今古賀（いまこが）は、福岡県遠賀郡遠賀町の地名。郵便番号811-4303。

## 地理
遠賀町中央部に位置する。北で松の本、東で遠賀川・広渡、南で木守、西で別府と隣接する。遠賀町役場が設置されている遠賀町の行政上の中心であり、遠賀町の主要施設が集中している。

### 河川
- 西川
- 戸切川

## 交通

### バス
- 遠賀町コミュニティバス
- 西鉄バス

### 道路
- 国道3号
- 福岡県道55号宮田遠賀線
- 福岡県道285号浜口遠賀線
- 福岡県道299号岡垣遠賀線(旧国道3号)

## 施設
- 八剣神社
- 今古賀公民館
- 今古賀中央公園
- 遠賀町役場
- 遠賀町第一武道場
- フレッシュまるいち[1]遠賀工場  - 蟹加工場。直売所も併設されている。
- 福岡ひびき信用金庫 遠賀支店
- 遠賀町立図書館

## 同名の地名
- 福岡県柳川市三橋町にある地名。福岡県道770号枝光今古賀線の由来にもなっているが遠賀町今古賀とは異なる。
- 福岡県八女市大字馬場にあった、日本国有鉄道（国鉄）矢部線の駅（廃駅）今古賀駅